# Halancoma
Halancoma o Helancoma es una montaña en la cordillera de Urubamba en los Andes del Perú. Su pico está a 5367 m (17 608 pies) m de altura. Está ubicado cerca del pueblo de Ollantaytambo en la provincia de Urubamba, dentro de la región del Cusco.